# Medicinski imidžing
Medicinski imidžing (engl. Medical imaging), proslikavanje, ili medicinsko snimanje je tehnika i/ili proces stvaranja vizuelnih prikaza unutrašnjosti tela za kliničku analizu, medicinsku intervenciju ili vizualni prikaz fizioloških funkcije nekih organa ili tkiva. On omogućava dobijanje slika organa ili tkiva neinvazivnim metodama i procedurama radiologije i nuklearne medicine. Izvodi se uz pomoć rendgen aparata, kompjuterizovanih tomografa, aparat za magnetnu rezonancu, gama-kamera i pozitronskih emisionih tomografa. 
Medicinsko snimanje ima zadatak da otkrije unutrašnje anatomske strukture tela skrivene ispod kože i kostiju, kao i da dijagnostikuje bolesti i omogući njihovo uspešno lečenje. Time je medicinsko slikanje dalo novu ulogu anatomima u smislu razvoja novih znanja kako bi mogli saradivati sa lekarima drugih disciplina, a dijagnostičarima mogućnost postavljanja brze, lakše i tačnije dijagnoze.
Da bi se u svakodnevnim medicinskim aktivnostima realizovao medicinski imidžing i proizvela slika visokog kvaliteta kao izvor značajnih informacija, bilo je potrebno angažovati čitav niz eksperata, od stručnjaka za fundamentalne nauke (fizičara, hemičara, matematičara itd.), pa do elektroinženjera 

## Pojam — imidžing
Pod pojmom imidžing smatra se — vizualno predstavljanje dela tela ili celog tela radi medicinske dijagnoze putem kompjuterizovanih tehnika snimanja. Kako je rezultat imidžnga medicinska slika – kojom lekar zaviruje u ljudsko telo, može se smatrati da je tehnologija medicinskog imidžinga omogućila produžetak ljudskog pogleda koji je sada u stanju da vidi i delovi tela koji su normalno nedostupni ljudskom vidu.

## Neinvazivnost imidžinga
Glavna osobenost medicinskog imidžnga je neinvazivnost, jer se pogled u u unureašnjost tela obavlja bez hrirurškog zahvata ili sekciranja, pa pacijent, na taj način, ostaje neoštečen, bez obzira na cilj i način odvijanja slikanja. Imajući ovo u vidu može se zaključiti da nijedna tehnika nije tako sposobna u oblasti neinvazivne dijagnostike da omogući otkrivanje anatomskih strukture i funkcije ljudskog tela, kao što je to medicinski imidžing.
Medicinski imidžing nije samo usavršio neinvazivnu dijagnostiku bolesti već je dao novu ulogu anatomima u smislu razvoja novih znanja kako bi mogli saradivati sa
lekarima drugih medicinskih disciplina.

## Dijagnostičko značenje dobijenih slika imidžingom
Modaliteti medicinskog imidžinga, na osnovu značenja dobijene slike i vrste informacija koje se mogu dobiti, klasifikuju se na sledeći način:
| Tip podataka | CT | γ-kamera | SPECT | PET | MRI | US |
| ------------ | -- | -------- | ----- | --- | --- | -- |
| Anatomski    | +  |          |       |     | +   | +  |
| Fizioločki   |    |          |       |     |     | +  |
| Metabolički  |    |          |       | +   |     |    |
| Genetički    |    |          |       | +   | +   |    |
| Funkcionalni | +  | +        | +     | +   |     | +  |
| Farmakološki |    | +        |       | +   | +   |    |

### CT-sistemi
Aparatura kompjuterizovane tomografije se pojavljivala u viđe generacija, a u ovom trenutku se koristi spiralna (helikoidalna) CT, koja podrazumeva kontinualno pomeranje kreveta za pacijenta tokom akvizicije podataka i stalnu rotaciju izvora X-zračenja, što znatno smanjuje vreme snimanja, a ima i niz drugih prednosti u odnosu na prethodnu generaciju uredaja.
Funkcionisanje se zasniva na snimanju u lepezastoj geometriji atenuacije X-zraka u telu u velikom broju projekcija. Dobijeni volumetrijski podaci se specijalnim postupcima rekonstrukcije slike pretvaraju u slike slojeva ili 3D sliku. CT je modalitet medicinskog slikanja koji pruža anatomske slike visoke rezolucije (512 × 512 do 1024 × 1024 piksela). Ono što se vidi na tim slikama je vrednost koeficijenta apsorpcije X-zraka od strane tkiva. 
Dobijena slika je na morfološkom nivou (anatomskom nivou) i na tim slikama se razlikuju organi i tkiva koja imaju bitnije nejednak koeficijent apsorpcije X-zračenja. Tako da je kod ovog sistema premisa da se mogu videti promena strukture ili anatomije, do kojih je došlo usled oboljenja. Funkcionalno stanje tih organa nije moguće konstatovati. Na primer, CT slika mozga živog i mrtvog ćoveka (neposredno nakon što je preminuo) je potpuno ista.

### SPECT-sistemi
Slike na funkcionalnom nivou daju SPECT-sistemi. Radionuklid, kojim je obeležen neki radiofarmak, cirkuliše kroz dati organ tako da se ne samo može videti slika toga organa, već se moće videti funkcionalno stanje toga organa ili dela organa. Ograničenje mogućnosti dobijanja slike na funkcionalnom nivou je posledica ograničenog izbora radionuklida (99mTc, 125I, 121I itd), a odatle i radiofarmaka koji, uglanom, ne mogu da učestvuju u fizioločkim procesima. Međutim, ipak se ponekad za SPECT sisteme mogu napraviti „ekvivalenti” PET radiofarmaci sa nuklidima 99mTc i 121I. Tada se mož izbeći vizualizacija PET-om, već se može koristiti SPECT.

### PET-sistemi
Slike na metaboličkom nivou daju PET-sistemi. Slike dobijene ovim sistemima omogućavaju praćenja metaboličkih procesa u nekom organu. Takve slike nose viši nivo informacije nego slike iz CT i SPECT sistema jer se na osnovu njih mogu ustanoviti kakvi su fiziološki (biohemijski) procesi u organu. Praćenje metaboličkih procesa omogućavaju radionuklidi kao što su 11C, 13N, 15O i 18F. Odgovarajući elementi ovih izotopa su osnovni činioci organskih jedinjenja (posebno raznih
šečera) koji se nalaze u ljudskom organizmu i učestvuju u biohemijskim procesima. U principu, metabolički procesi bi se mogli pratiti i SPECT sistemima kada bi postojali odgovarajući radionuklidi za tu svrhu, što nije slučaj.
Imajući u vidu da rak predstavlja jedan od vodećih uzroka smrti u svetu, primena imidžing modaliteti koji se zasnivaju na anatomskoj informaciji su bitni za dijagnozu i praćenje onkoloških bolesti. Međutim, oni imaju vidljivo ograničenje koje se ogleda u nemogućnosti detekcije morfološki normalnih, ali funkcionalno abnormalnih tkiva. Međutim PET sa zasniva na činjenici da se biohemijske promene dešavaju kod oboljenja i da se one mogu primetiti pre nego što se konstatuju promene u anatomiji. Zato je PET tehnika imidžinga ta koja se koristi za slikanje nekih od tih procesa koji se menaju usled oboljenja. Kod nekih oboljenja, gde se ne dešavaju velike strukturalne anatomske promene, pozitonskom emisionom tomografijom se mogu prikazati biohemijske promene.  Funkcionalne i anatomske informacije koje daje PET/CT sistem su, stoga, od izuzetnog značaja u lečenju pacijenata obolelih od raka. Ovi hibridni skeneri su opšte prihvaćeni alati koji se koriste u dijagnozi, praćenju, direktnoj intervenciji i postoperativnoj kontroli raka pluća, limfnih žlezda, glave, vrata, grudi.

### MRI-sistemi
MRI-sistemi (engl. Magnetic Resonance Imaging) omogućavaju imidžing određenih fizičkih karakteristika tkiva. Dobijena slika predstavlja, prvo, sliku distribucije protona (jezgara atoma vodonika), što se obično notira kao PD1. Zato se ovaj način snimanja često zove protonskim imidžingom. Tkiva sa više vodonika biće jasnije prikazana od tkiva koja sadrže manje vodonika. Međutim, slika kod MRI istema predstavlja i sliku distribucije vremenskih konstanti T1 i T2, koje karakterišu proces relaksacije vektora magnetizacije, koje jako zavise od vrste tkiva.
Slikanje magneskom rezonancijom, kao skoro potpunom neinvazivnom tehnikom slikanja ljudskog tela, zasnovano je na pojavi nuklearne magnetske rezonancije. Aparatura se sastoji iz snažnog magneta koji stvara izuzetno jako statičko magnetsko polje. Tri dodatna magneta, poznata kao gradijentni kalemovi, podešavaju vrednost rezultantnog polja (u kome se nalazi pacijent) u prostoru i vremenu. Radiofrekventni kalem omogućava emisiju kratkog RF impulsa ka pacijentu i prihvat signala koji nakon toga dolazi iz njega. Formiranje 2D ili 3D slike se kod ovih uređaja može se ostvariti na više načina. 
Dobijene slike zavise od koncentracije protona u tkivu i vremenskih relaksacionih konstanti poznatih kao T1 i T2. Prostorna rezolucija je porediva sa onom kod CT sistema, a dobijene slike su morfološke, ali je moguće pratiti i metaboličke procese (fMRI).
Prema tome, MRI može da vizualizuje različite karakteristike tkiva, protok krvi i više fizioloških i metaboličkih funkcija. Takođe treba imati u vidu da se
MRI zasniva na efektu nuklearne magnetne rezonancije i da su principi ostvarenja tomografskog snimka sasvim drugojačiji nego kod CT, SPECT i PET sistema.

### Ultarsonografija
Slike dobijene na ultrazvučnim aparatima (US) su na morfološkom nivou, ali se mogu pratiti fiziološke i funkcionalne promene. Primenom Doplerovog efekta, ovom metodom  moguće je snimati i pokretne objekte (npr cirkulaciju krvi u krvnim sudovima).
Ovi uređaji rade u:
- A modu (kada se snima amplituda povratnog eha u vremenu),
- M modu (pogodnom za neke kardiološke studije) i
- B modu (u kome se slika 2D mapa promene akustične impedanse).

Kvalitet slike zavisi od karakteristika opreme i umešnosti i obučenosti lekara. Ultrazvuk ima mnoge prednosti i komplementarnosti u odnosu na projekcionu
radiografiju X-zracima, CT i MRI.

## Spoljašnje veze
- Medicinski imidžing na veb-sajtu  (језик: енглески)
- IPRG Архивирано на веб-сајту  (18. новембар 2018) Open group related to image processing research resources (језик: енглески)

|  | Molimo Vas, obratite pažnju na važno upozorenje u vezi sa temama iz oblasti medicine (zdravlja). |